# Interlands Maltees voetbalelftal 2020-2029
Deze pagina toont een chronologisch en gedetailleerd overzicht van de interlands die het Maltees voetbalelftal speelt en heeft gespeeld in de periode 2020 – 2029.

## Interlands

### 2020
|                                                                                     |                                                                    |       |                                        |                                                                        |
| 3 september UEFA Nations League Groep D1 № 403 «onderlinge duels» 19:45 uur (UTC+1) | Faeröer                                                            | 3 – 2 | Malta                                  | Tórsvøllur, Tórshavn Toeschouwers: 0 Scheidsrechter: Ádám Farkas (HUN) |
| 3 september UEFA Nations League Groep D1 № 403 «onderlinge duels» 19:45 uur (UTC+1) | Klæmint Olsen 26' Andreas Lava Olsen 88' Brandur Hendriksson 90+1' |       | 38' Jurgen Degabriele 74' Andrei Agius | Tórsvøllur, Tórshavn Toeschouwers: 0 Scheidsrechter: Ádám Farkas (HUN) |

|                                                                                     |                  |       |                                |                                                                                    |
| 6 september UEFA Nations League Groep D1 № 404 «onderlinge duels» 20:45 uur (UTC+2) | Malta            | 1 – 1 | Letland                        | Ta' Qalistadion, Ta' Qali Toeschouwers: 0 Scheidsrechter: Stéphanie Frappart (FRA) |
| 6 september UEFA Nations League Groep D1 № 404 «onderlinge duels» 20:45 uur (UTC+2) | Kyrian Nwoko 15' |       | 25' (e.d.) Matthew Guillaumier | Ta' Qalistadion, Ta' Qali Toeschouwers: 0 Scheidsrechter: Stéphanie Frappart (FRA) |

|                                                                        |                                     |       |           |                                                                              |
| 7 oktober Vriendschappelijk № 405 «onderlinge duels» 18:00 uur (UTC+2) | Malta                               | 2 – 0 | Gibraltar | Ta' Qalistadion, Ta' Qali Toeschouwers: 0 Scheidsrechter: Nikola Popov (BUL) |
| 7 oktober Vriendschappelijk № 405 «onderlinge duels» 18:00 uur (UTC+2) | Kyrian Nwoko 8' Triston Caruana 90' |       |           | Ta' Qalistadion, Ta' Qali Toeschouwers: 0 Scheidsrechter: Nikola Popov (BUL) |

|                                                                                    |         |       |       |                                                                                       |
| 10 oktober UEFA Nations League Groep D1 № 406 «onderlinge duels» 20:45 uur (UTC+2) | Andorra | 0 – 0 | Malta | Estadi Nacional, Andorra la Vella Toeschouwers: 0 Scheidsrechter: Alain Durieux (LUX) |
| 10 oktober UEFA Nations League Groep D1 № 406 «onderlinge duels» 20:45 uur (UTC+2) |         |       |       | Estadi Nacional, Andorra la Vella Toeschouwers: 0 Scheidsrechter: Alain Durieux (LUX) |

|                                                                                    |         |                  |       |                                                                            |
| 13 oktober UEFA Nations League Groep D1 № 407 «onderlinge duels» 19:00 uur (UTC+3) | Letland | 0 – 1            | Malta | Daugavastadion, Riga Toeschouwers: 953 Scheidsrechter: Iwan Griffith (WAL) |
| 13 oktober UEFA Nations League Groep D1 № 407 «onderlinge duels» 19:00 uur (UTC+3) |         | 90+7' Steve Borg |       | Daugavastadion, Riga Toeschouwers: 953 Scheidsrechter: Iwan Griffith (WAL) |

|                                                                          |                                                                |       |               |                                                                                       |
| 11 november Vriendschappelijk № 408 «onderlinge duels» 18:00 uur (UTC+1) | Malta                                                          | 3 – 0 | Liechtenstein | Ta' Qalistadion, Ta' Qali Toeschouwers: 0 Scheidsrechter: Manfredas Lukjančukas (LTU) |
| 11 november Vriendschappelijk № 408 «onderlinge duels» 18:00 uur (UTC+1) | Michael Mifsud 5' Steve Borg 20' Jean Paul Farrugia 84' (pen.) |       |               | Ta' Qalistadion, Ta' Qali Toeschouwers: 0 Scheidsrechter: Manfredas Lukjančukas (LTU) |

|                                                                                     |                                                                  |       |               |                                                                                |
| 14 november UEFA Nations League Groep D1 № 409 «onderlinge duels» 15:00 uur (UTC+1) | Malta                                                            | 3 – 1 | Andorra       | Ta' Qalistadion, Ta' Qali Toeschouwers: 0 Scheidsrechter: Peter Kralović (SVK) |
| 14 november UEFA Nations League Groep D1 № 409 «onderlinge duels» 15:00 uur (UTC+1) | Emili García 56' (e.d.) Jurgen Degabriele 59' Shaun Dimech 90+3' |       | 3' Marc Rebés | Ta' Qalistadion, Ta' Qali Toeschouwers: 0 Scheidsrechter: Peter Kralović (SVK) |

|                                                                                     |                         |       |                 |                                                                               |
| 17 november UEFA Nations League Groep D1 № 410 «onderlinge duels» 20:45 uur (UTC+1) | Malta                   | 1 – 1 | Faeröer         | Ta' Qalistadion, Ta' Qali Toeschouwers: 0 Scheidsrechter: Kristo Tohver (EST) |
| 17 november UEFA Nations League Groep D1 № 410 «onderlinge duels» 20:45 uur (UTC+1) | Matthew Guillaumier 54' |       | 70' Ári Jónsson | Ta' Qalistadion, Ta' Qali Toeschouwers: 0 Scheidsrechter: Kristo Tohver (EST) |

### 2021
|                                                                             |                  |       |                                                              |                                                                                           |
| 24 maart WK-kwalificatie Groep H № 411 «onderlinge duels» 20:45 uur (UTC+1) | Malta            | 1 – 3 | Rusland                                                      | Ta' Qalistadion, Ta' Qali Toeschouwers: 0 Scheidsrechter: Peter Kjærsgaard-Andersen (DEN) |
| 24 maart WK-kwalificatie Groep H № 411 «onderlinge duels» 20:45 uur (UTC+1) | Joseph Mbong 56' |       | 23' Artjom Dzjoeba 35' Mário Fernandes 90' Aleksandr Sobolev | Ta' Qalistadion, Ta' Qali Toeschouwers: 0 Scheidsrechter: Peter Kjærsgaard-Andersen (DEN) |

|                                                                             |                                      |       |                                    |                                                                                          |
| 27 maart WK-kwalificatie Groep H № 412 «onderlinge duels» 20:45 uur (UTC+1) | Slowakije                            | 2 – 2 | Malta                              | Štadión Antona Malatinského, Trnava Toeschouwers: 0 Scheidsrechter: Harald Lechner (AUT) |
| 27 maart WK-kwalificatie Groep H № 412 «onderlinge duels» 20:45 uur (UTC+1) | David Strelec 49' Milan Škriniar 53' |       | 16' Luke Gambin 20' Alex Satariano | Štadión Antona Malatinského, Trnava Toeschouwers: 0 Scheidsrechter: Harald Lechner (AUT) |

|                                                                             |                                                           |       |       |                                                                               |
| 30 maart WK-kwalificatie Groep H № 413 «onderlinge duels» 20:45 uur (UTC+2) | Kroatië                                                   | 3 – 0 | Malta | Stadion Rujevica, Rijeka Toeschouwers: 0 Scheidsrechter: Lionel Tschudi (SUI) |
| 30 maart WK-kwalificatie Groep H № 413 «onderlinge duels» 20:45 uur (UTC+2) | Ivan Perišić 62' Luka Modrić 76' (pen.) Josip Brekalo 90' |       |       | Stadion Rujevica, Rijeka Toeschouwers: 0 Scheidsrechter: Lionel Tschudi (SUI) |

|                                                                     |       |                                                     |               |                                                                                        |
| 30 mei Vriendschappelijk № 414 «onderlinge duels» 18:00 uur (UTC+2) | Malta | 0 – 3                                               | Noord-Ierland | Wörtherseestadion, Klagenfurt Toeschouwers: 0 Scheidsrechter: Sebastian Gishamer (AUT) |
| 30 mei Vriendschappelijk № 414 «onderlinge duels» 18:00 uur (UTC+2) |       | 2' Jordan Jones 53' Gavin Whyte 55' Alistair McCann |               | Wörtherseestadion, Klagenfurt Toeschouwers: 0 Scheidsrechter: Sebastian Gishamer (AUT) |

|                                                                     |                    |       |                                     |                                                                                       |
| 4 juni Vriendschappelijk № 415 «onderlinge duels» 18:00 uur (UTC+2) | Malta              | 1 – 2 | Kosovo                              | Wörtherseestadion, Klagenfurt Toeschouwers: 0 Scheidsrechter: Christopher Jäger (AUT) |
| 4 juni Vriendschappelijk № 415 «onderlinge duels» 18:00 uur (UTC+2) | Shaun Dimech 45+2' |       | 19' Milot Rashica 84' Milot Rashica | Wörtherseestadion, Klagenfurt Toeschouwers: 0 Scheidsrechter: Christopher Jäger (AUT) |

|                                                                   |       |          |            |                                                                            |
| 7 juni Vriendschappelijk № - «onderlinge duels» 18:00 uur (UTC+2) | Malta | Afgelast | Kazachstan | Lavanttal-Arena, Wolfsberg Scheidsrechter: Christian-Petru Ciochirca (AUT) |
| 7 juni Vriendschappelijk № - «onderlinge duels» 18:00 uur (UTC+2) |       |          |            | Lavanttal-Arena, Wolfsberg Scheidsrechter: Christian-Petru Ciochirca (AUT) |

|                                                                                |                                                  |       |        | |
| 1 september WK-kwalificatie Groep H № 416 «onderlinge duels» 20:45 uur (UTC+2) | Malta                                            | 3 – 0 | Cyprus | Ta' Qalistadion, Ta' Qali Toeschouwers: 2.686 Scheidsrechter: Fabio Maresca (ITA) Video-assistent: Massimiliano Irrati (ITA) |
| 1 september WK-kwalificatie Groep H № 416 «onderlinge duels» 20:45 uur (UTC+2) | Cain Attard 44' Joseph Mbong 46' Cain Attard 54' |       |        | Ta' Qalistadion, Ta' Qali Toeschouwers: 2.686 Scheidsrechter: Fabio Maresca (ITA) Video-assistent: Massimiliano Irrati (ITA) |

|                                                                                |                         |       |       | |
| 4 september WK-kwalificatie Groep H № 417 «onderlinge duels» 18:00 uur (UTC+2) | Slovenië                | 1 – 0 | Malta | Stožicestadion, Ljubljana Toeschouwers: 4.571 Scheidsrechter: Andris Treimanis (LVA) Video-assistent: Kevin Blom (NED) |
| 4 september WK-kwalificatie Groep H № 417 «onderlinge duels» 18:00 uur (UTC+2) | Sandi Lovrić 45' (pen.) |       |       | Stožicestadion, Ljubljana Toeschouwers: 4.571 Scheidsrechter: Andris Treimanis (LVA) Video-assistent: Kevin Blom (NED) |

|                                                                                |                                                |       |       | |
| 7 september WK-kwalificatie Groep H № 418 «onderlinge duels» 21:45 uur (UTC+3) | Rusland                                        | 2 – 0 | Malta | Otkrytieje Arena, Moskou Toeschouwers: 10.508 Scheidsrechter: Ali Palabıyık (TUR) Video-assistent: Abdulkadir Bitigen (TUR) |
| 7 september WK-kwalificatie Groep H № 418 «onderlinge duels» 21:45 uur (UTC+3) | Fjodor Smolov 10' Zelimchan Bakajev 84' (pen.) |       |       | Otkrytieje Arena, Moskou Toeschouwers: 10.508 Scheidsrechter: Ali Palabıyık (TUR) Video-assistent: Abdulkadir Bitigen (TUR) |

|                                                                              |       |                                                                        |          | |
| 8 oktober WK-kwalificatie Groep H № 419 «onderlinge duels» 20:45 uur (UTC+2) | Malta | 0 – 4                                                                  | Slovenië | Ta' Qalistadion, Ta' Qali Toeschouwers: 3.967 Scheidsrechter: Anastasios Sidiropoulos (GRE) Video-assistent: Ioannis Papadopoulos (GRE) |
| 8 oktober WK-kwalificatie Groep H № 419 «onderlinge duels» 20:45 uur (UTC+2) |       | 27' Josip Iličić 49' Andraž Šporar 60' Josip Iličić 67' Benjamin Šeško |          | Ta' Qalistadion, Ta' Qali Toeschouwers: 3.967 Scheidsrechter: Anastasios Sidiropoulos (GRE) Video-assistent: Ioannis Papadopoulos (GRE) |

|                                                                               |                                       |       |                                         | |
| 11 oktober WK-kwalificatie Groep H № 420 «onderlinge duels» 19:00 uur (UTC+3) | Cyprus                                | 2 – 2 | Malta                                   | AEK Arena - Georgios Karapatakis, Larnaca Toeschouwers: 1.405 Scheidsrechter: Dennis Higler (NED) Video-assistent: Allard Lindhout (NED) |
| 11 oktober WK-kwalificatie Groep H № 420 «onderlinge duels» 19:00 uur (UTC+3) | Fotis Papoulis 7' Pieros Sotiriou 80' |       | 53' Zach Muscat 90+8' Jurgen Degabriele | AEK Arena - Georgios Karapatakis, Larnaca Toeschouwers: 1.405 Scheidsrechter: Dennis Higler (NED) Video-assistent: Allard Lindhout (NED) |

|                                                                                |                             |       | | |
| 11 november WK-kwalificatie Groep H № 421 «onderlinge duels» 20:45 uur (UTC+1) | Malta                       | 1 – 7 | Kroatië | Ta' Qalistadion, Ta' Qali Toeschouwers: 4.581 Scheidsrechter: Deniz Aytekin (GER) Video-assistent: Christian Dingert (GER) |
| 11 november WK-kwalificatie Groep H № 421 «onderlinge duels» 20:45 uur (UTC+1) | Marcelo Brozović 31' (e.d.) |       | 6' Ivan Perišić 22' Duje Ćaleta-Car 39' Mario Pašalić 45+1' Luka Modrić 47' Lovro Majer 53' Andrej Kramarić 64' Lovro Majer | Ta' Qalistadion, Ta' Qali Toeschouwers: 4.581 Scheidsrechter: Deniz Aytekin (GER) Video-assistent: Christian Dingert (GER) |

|                                                                                |       | |           | |
| 14 november WK-kwalificatie Groep H № 422 «onderlinge duels» 15:00 uur (UTC+1) | Malta | 0 – 6                                                                                                 | Slowakije | Ta' Qalistadion, Ta' Qali Toeschouwers: 3.293 Scheidsrechter: Fran Jović (CRO) Video-assistent: Duje Strukan (CRO) |
| 14 november WK-kwalificatie Groep H № 422 «onderlinge duels» 15:00 uur (UTC+1) |       | 6' Albert Rusnák 8' Ondrej Duda 16' Albert Rusnák 69' Ondrej Duda 72' Vernon De Marco 80' Ondrej Duda |           | Ta' Qalistadion, Ta' Qali Toeschouwers: 3.293 Scheidsrechter: Fran Jović (CRO) Video-assistent: Duje Strukan (CRO) |

### 2022
|                                                                       |                       |       |              |                                                                                     |
| 25 maart Vriendschappelijk № 423 «onderlinge duels» 19:00 uur (UTC+1) | Malta                 | 1 – 0 | Azerbeidzjan | Ta' Qalistadion, Ta' Qali Toeschouwers: onb. Scheidsrechter: César Soto Grado (ESP) |
| 25 maart Vriendschappelijk № 423 «onderlinge duels» 19:00 uur (UTC+1) | Jurgen Degabriele 55' |       |              | Ta' Qalistadion, Ta' Qali Toeschouwers: onb. Scheidsrechter: César Soto Grado (ESP) |

|                                                                       |                                    |       |         |                                                                              |
| 29 maart Vriendschappelijk № 424 «onderlinge duels» 19:00 uur (UTC+2) | Malta                              | 2 – 0 | Koeweit | Ta' Qalistadion, Ta' Qali Toeschouwers: 1.163 Scheidsrechter: Tom Owen (WAL) |
| 29 maart Vriendschappelijk № 424 «onderlinge duels» 19:00 uur (UTC+2) | Alex Satariano 29' Teddy Teuma 33' |       |         | Ta' Qalistadion, Ta' Qali Toeschouwers: 1.163 Scheidsrechter: Tom Owen (WAL) |

|                                                                     |       |                    |           |                                                                                  |
| 1 juni Vriendschappelijk № 425 «onderlinge duels» 19:00 uur (UTC+2) | Malta | 0 – 1              | Venezuela | Ta' Qalistadion, Ta' Qali Toeschouwers: onb. Scheidsrechter: Kristo Tohver (EST) |
| 1 juni Vriendschappelijk № 425 «onderlinge duels» 19:00 uur (UTC+2) |       | 34' Salomón Rondón |           | Ta' Qalistadion, Ta' Qali Toeschouwers: onb. Scheidsrechter: Kristo Tohver (EST) |

|                                                                                |            |                                          |       | |
| 5 juni UEFA Nations League Groep D2 № 426 «onderlinge duels» 15:00 uur (UTC+2) | San Marino | 0 – 2                                    | Malta | Stadio Olimpico, Serravalle Toeschouwers: 558 Scheidsrechter: Aliyar Ağayev (AZE) Video-assistent: César Soto Grado (ESP) |
| 5 juni UEFA Nations League Groep D2 № 426 «onderlinge duels» 15:00 uur (UTC+2) |            | 59' Jan Busuttil 75' Matthew Guillaumier |       | Stadio Olimpico, Serravalle Toeschouwers: 558 Scheidsrechter: Aliyar Ağayev (AZE) Video-assistent: César Soto Grado (ESP) |

|                                                                                |                      |       |                                            | |
| 9 juni UEFA Nations League Groep D2 № 427 «onderlinge duels» 20:45 uur (UTC+2) | Malta                | 1 – 2 | Estland                                    | Ta' Qalistadion, Ta' Qali Toeschouwers: 3.422 Scheidsrechter: Bobby Madden (SCO) Video-assistent: Jochem Kamphuis (NED) |
| 9 juni UEFA Nations League Groep D2 № 427 «onderlinge duels» 20:45 uur (UTC+2) | Karl Hein 56' (e.d.) |       | 21' Konstantin Vassiljev 90+4' Henri Anier | Ta' Qalistadion, Ta' Qali Toeschouwers: 3.422 Scheidsrechter: Bobby Madden (SCO) Video-assistent: Jochem Kamphuis (NED) |

|                                                                                 |                 |       |            | |
| 12 juni UEFA Nations League Groep D2 № 428 «onderlinge duels» 20:45 uur (UTC+2) | Malta           | 1 – 0 | San Marino | Ta' Qalistadion, Ta' Qali Toeschouwers: 2.646 Scheidsrechter: Dennis Higler (NED) Video-assistent: Jeroen Manschot (NED) |
| 12 juni UEFA Nations League Groep D2 № 428 «onderlinge duels» 20:45 uur (UTC+2) | Zach Muscat 50' |       |            | Ta' Qalistadion, Ta' Qali Toeschouwers: 2.646 Scheidsrechter: Dennis Higler (NED) Video-assistent: Jeroen Manschot (NED) |

|                                                                                      |                                             |       |                        | |
| 23 september UEFA Nations League Groep D2 № 429 «onderlinge duels» 19:00 uur (UTC+3) | Estland                                     | 2 – 1 | Malta                  | A. Le Coq Arena, Tallinn Toeschouwers: 5.539 Scheidsrechter: Daniel Siebert (GER) Video-assistent: Sören Storks (GER) |
| 23 september UEFA Nations League Groep D2 № 429 «onderlinge duels» 19:00 uur (UTC+3) | Rauno Sappinen 45+6' (pen.) Henri Anier 86' |       | 51' (pen.) Teddy Teuma | A. Le Coq Arena, Tallinn Toeschouwers: 5.539 Scheidsrechter: Daniel Siebert (GER) Video-assistent: Sören Storks (GER) |

|                                                                           |                                        |       |                          |                                                                                    |
| 27 september Vriendschappelijk № 430 «onderlinge duels» 21:00 uur (UTC+2) | Malta                                  | 2 – 1 | Israël                   | Ta' Qalistadion, Ta' Qali Toeschouwers: onb. Scheidsrechter: Eldorjan Hamiti (ALB) |
| 27 september Vriendschappelijk № 430 «onderlinge duels» 21:00 uur (UTC+2) | Alex Satariano 84' Ferdinando Apap 87' |       | 32' (pen.) Bibras Natkho | Ta' Qalistadion, Ta' Qali Toeschouwers: onb. Scheidsrechter: Eldorjan Hamiti (ALB) |

|                                                                          |                                              |       |                                                 |                                                                                   |
| 17 november Vriendschappelijk № 431 «onderlinge duels» 18:00 uur (UTC+1) | Malta                                        | 2 – 2 | Griekenland                                     | Ta' Qalistadion, Ta' Qali Toeschouwers: 1.830 Scheidsrechter: Alain Durieux (LUX) |
| 17 november Vriendschappelijk № 431 «onderlinge duels» 18:00 uur (UTC+1) | Jurgen Degabriele 54' Teddy Teuma 67' (pen.) |       | 39' Anastasios Bakasetas 86' Taxiarchis Fountas | Ta' Qalistadion, Ta' Qali Toeschouwers: 1.830 Scheidsrechter: Alain Durieux (LUX) |

|                                                                          |       |                     |         |                                                                                            |
| 20 november Vriendschappelijk № 432 «onderlinge duels» 20:00 uur (UTC+1) | Malta | 0 – 1               | Ierland | Ta' Qalistadion, Ta' Qali Toeschouwers: 2.500 Scheidsrechter: Chrysovalantis Theouli (CYP) |
| 20 november Vriendschappelijk № 432 «onderlinge duels» 20:00 uur (UTC+1) |       | 55' Callum Robinson |         | Ta' Qalistadion, Ta' Qali Toeschouwers: 2.500 Scheidsrechter: Chrysovalantis Theouli (CYP) |

### 2023
|                                                                             |                                    |       |                    | |
| 23 maart EK-kwalificatie Groep C № 433 «onderlinge duels» 20:45 uur (UTC+1) | Noord-Macedonië                    | 2 – 1 | Malta              | Toše Proeskiarena, Skopje Toeschouwers: 9.991 Scheidsrechter: Kristo Tohver (EST) Video-assistent: Paweł Pskit (POL) |
| 23 maart EK-kwalificatie Groep C № 433 «onderlinge duels» 20:45 uur (UTC+1) | Eljif Elmas 66' Darko Čurlinov 72' |       | 86' Yannick Yankam | Toše Proeskiarena, Skopje Toeschouwers: 9.991 Scheidsrechter: Kristo Tohver (EST) Video-assistent: Paweł Pskit (POL) |

|                                                                             |       |                                      |        | |
| 26 maart EK-kwalificatie Groep C № 434 «onderlinge duels» 20:45 uur (UTC+2) | Malta | 0 – 2                                | Italië | Ta' Qalistadion, Ta' Qali Toeschouwers: 16.015 Scheidsrechter: Georgi Kabakov (BUL) Video-assistent: Christian Dingert (GER) |
| 26 maart EK-kwalificatie Groep C № 434 «onderlinge duels» 20:45 uur (UTC+2) |       | 15' Mateo Retegui 27' Matteo Pessina |        | Ta' Qalistadion, Ta' Qali Toeschouwers: 16.015 Scheidsrechter: Georgi Kabakov (BUL) Video-assistent: Christian Dingert (GER) |

|                                                                     |           |                  |       |                                                                                          |
| 9 juni Vriendschappelijk № 435 «onderlinge duels» 20:15 uur (UTC+2) | Luxemburg | 0 – 1            | Malta | Stade de Luxembourg, Luxemburg Toeschouwers: 4.028 Scheidsrechter: Eldorjan Hamiti (ALB) |
| 9 juni Vriendschappelijk № 435 «onderlinge duels» 20:15 uur (UTC+2) |           | 64' Kyrian Nwoko |       | Stade de Luxembourg, Luxemburg Toeschouwers: 4.028 Scheidsrechter: Eldorjan Hamiti (ALB) |

|                                                                            |       | |          | |
| 16 juni EK-kwalificatie Groep C № 436 «onderlinge duels» 20:45 uur (UTC+2) | Malta | 0 – 4                                                                                               | Engeland | Ta' Qalistadion, Ta' Qali Toeschouwers: 16.277 Scheidsrechter: Igor Pajač (CRO) Video-assistent: Duje Strukan (CRO) |
| 16 juni EK-kwalificatie Groep C № 436 «onderlinge duels» 20:45 uur (UTC+2) |       | 8' (e.d.) Ferdinando Apap 28' Trent Alexander-Arnold 31' (pen.) Harry Kane 83' (pen.) Callum Wilson |          | Ta' Qalistadion, Ta' Qali Toeschouwers: 16.277 Scheidsrechter: Igor Pajač (CRO) Video-assistent: Duje Strukan (CRO) |

|                                                                            |                             |       |       | |
| 19 juni EK-kwalificatie Groep C № 437 «onderlinge duels» 18:00 uur (UTC+2) | Oekraïne                    | 1 – 0 | Malta | Štadión Antona Malatinského, Trnava (Slowakije) Toeschouwers: 7.543 Scheidsrechter: Ruddy Buquet (FRA) Video-assistent: Benoît Millot (FRA) |
| 19 juni EK-kwalificatie Groep C № 437 «onderlinge duels» 18:00 uur (UTC+2) | Viktor Tsyhankov 72' (pen.) |       |       | Štadión Antona Malatinského, Trnava (Slowakije) Toeschouwers: 7.543 Scheidsrechter: Ruddy Buquet (FRA) Video-assistent: Benoît Millot (FRA) |

|                                                                          |                  |       |           |                                                                                  |
| 6 september Vriendschappelijk № 438 «onderlinge duels» 20:00 uur (UTC+2) | Malta            | 1 – 0 | Gibraltar | Ta' Qalistadion, Ta' Qali Toeschouwers: 821 Scheidsrechter: Miloš Bošković (MNE) |
| 6 september Vriendschappelijk № 438 «onderlinge duels» 20:00 uur (UTC+2) | Joseph Mbong 58' |       |           | Ta' Qalistadion, Ta' Qali Toeschouwers: 821 Scheidsrechter: Miloš Bošković (MNE) |

|                                                                                 |       |                                |                 | |
| 12 september EK-kwalificatie Groep C № 439 «onderlinge duels» 20:45 uur (UTC+2) | Malta | 0 – 2                          | Noord-Macedonië | Ta' Qalistadion, Ta' Qali Toeschouwers: 3.158 Scheidsrechter: Henrik Nalbandjan (ARM) Video-assistent: Fran Jović (CRO) |
| 12 september EK-kwalificatie Groep C № 439 «onderlinge duels» 20:45 uur (UTC+2) |       | 5' Eljif Elmas 41' Jovan Manev |                 | Ta' Qalistadion, Ta' Qali Toeschouwers: 3.158 Scheidsrechter: Henrik Nalbandjan (ARM) Video-assistent: Fran Jović (CRO) |

|                                                                               |                                                                                           |       |       | |
| 14 oktober EK-kwalificatie Groep C № 440 «onderlinge duels» 20:45 uur (UTC+2) | Italië                                                                                    | 4 – 0 | Malta | Stadio San Nicola, Bari Toeschouwers: 56.186 Scheidsrechter: Duje Strukan (CRO) Video-assistent: Ivan Bebek (CRO) |
| 14 oktober EK-kwalificatie Groep C № 440 «onderlinge duels» 20:45 uur (UTC+2) | Giacomo Bonaventura 23' Domenico Berardi 45+1' Domenico Berardi 64' Davide Frattesi 90+3' |       |       | Stadio San Nicola, Bari Toeschouwers: 56.186 Scheidsrechter: Duje Strukan (CRO) Video-assistent: Ivan Bebek (CRO) |

|                                                                               |                |       |                                                                        | |
| 17 oktober EK-kwalificatie Groep C № 441 «onderlinge duels» 20:45 uur (UTC+2) | Malta          | 1 – 3 | Oekraïne                                                               | Ta' Qalistadion, Ta' Qali Toeschouwers: 3.547 Scheidsrechter: Morten Krogh (DEN) Video-assistent: Rob Dieperink (NED) |
| 17 oktober EK-kwalificatie Groep C № 441 «onderlinge duels» 20:45 uur (UTC+2) | Paul Mbong 12' |       | 38' (e.d.) Ryan Camenzuli 43' (pen.) Artem Dovbyk 85' Mychajlo Moedryk | Ta' Qalistadion, Ta' Qali Toeschouwers: 3.547 Scheidsrechter: Morten Krogh (DEN) Video-assistent: Rob Dieperink (NED) |

|                                                                              |                                      |       |       | |
| 17 november EK-kwalificatie Groep C № 442 «onderlinge duels» 19:45 uur (UTC) | Engeland                             | 2 – 0 | Malta | Wembley Stadium, Londen Toeschouwers: 81.388 Scheidsrechter: Luís Godinho (POR) Video-assistent: Hugo Miguel (POR) |
| 17 november EK-kwalificatie Groep C № 442 «onderlinge duels» 19:45 uur (UTC) | Enrico Pepe 8' (e.d.) Harry Kane 75' |       |       | Wembley Stadium, Londen Toeschouwers: 81.388 Scheidsrechter: Luís Godinho (POR) Video-assistent: Hugo Miguel (POR) |

### 2024
|                                                                       |                                            |       |                                      |                                                                                  |
| 21 maart Vriendschappelijk № 443 «onderlinge duels» 19:00 uur (UTC+1) | Malta                                      | 2 – 2 | Slovenië                             | Ta' Qalistadion, Ta' Qali Toeschouwers: 1.652 Scheidsrechter: Sandi Putros (DEN) |
| 21 maart Vriendschappelijk № 443 «onderlinge duels» 19:00 uur (UTC+1) | Matthew Guillaumier 54' Stephen Pisani 58' |       | 28' Andraž Šporar 81' Benjamin Šeško | Ta' Qalistadion, Ta' Qali Toeschouwers: 1.652 Scheidsrechter: Sandi Putros (DEN) |

|                                                                       |       |       |             |                                                                                 |
| 26 maart Vriendschappelijk № 444 «onderlinge duels» 19:00 uur (UTC+1) | Malta | 0 – 0 | Wit-Rusland | Ta' Qalistadion, Ta' Qali Toeschouwers: onb. Scheidsrechter: Martin Dohál (SVK) |
| 26 maart Vriendschappelijk № 444 «onderlinge duels» 19:00 uur (UTC+1) |       |       |             | Ta' Qalistadion, Ta' Qali Toeschouwers: onb. Scheidsrechter: Martin Dohál (SVK) |

|                                                                     | |       |                |                                                                                        |
| 7 juni Vriendschappelijk № 445 «onderlinge duels» 18:00 uur (UTC+2) | Tsjechië | 7 – 1 | Malta          | Greisbergers Betten-Arena, Grödig Toeschouwers: 250 Scheidsrechter: Stefan Ebner (AUT) |
| 7 juni Vriendschappelijk № 445 «onderlinge duels» 18:00 uur (UTC+2) | Antonín Barák 6' Mojmír Chytil 44' David Jurásek 48' Mojmír Chytil 57' Ondřej Lingr 71' Matěj Jurásek 85' Václav Černý 89' |       | 59' Paul Mbong | Greisbergers Betten-Arena, Grödig Toeschouwers: 250 Scheidsrechter: Stefan Ebner (AUT) |

|                                                                      |       |                                                    |             |                                                                                      |
| 11 juni Vriendschappelijk № 446 «onderlinge duels» 18:00 uur (UTC+2) | Malta | 0 – 2                                              | Griekenland | Greisbergers Betten-Arena, Grödig Toeschouwers: 500 Scheidsrechter: Alan Kijas (AUT) |
| 11 juni Vriendschappelijk № 446 «onderlinge duels» 18:00 uur (UTC+2) |       | 7' (pen.) Anastasios Bakasetas 15' Christos Tzolis |             | Greisbergers Betten-Arena, Grödig Toeschouwers: 500 Scheidsrechter: Alan Kijas (AUT) |

|                                                                                     |                                                 |       |       | |
| 7 september UEFA Nations League Groep D2 № 447 «onderlinge duels» 19:00 uur (UTC+3) | Moldavië                                        | 2 – 0 | Malta | Zimbrustadion, Chisinau Toeschouwers: 6.142 Scheidsrechter: Mykola Balakin (UKR) Video-assistent: Viktor Kopijevskyj (UKR) |
| 7 september UEFA Nations League Groep D2 № 447 «onderlinge duels» 19:00 uur (UTC+3) | Mihail Caimacov 32' Ion Nicolaescu 45+4' (pen.) |       |       | Zimbrustadion, Chisinau Toeschouwers: 6.142 Scheidsrechter: Mykola Balakin (UKR) Video-assistent: Viktor Kopijevskyj (UKR) |

|                                                                                      |         |                    |       | |
| 10 september UEFA Nations League Groep D2 № 448 «onderlinge duels» 20:45 uur (UTC+2) | Andorra | 0 – 1              | Malta | Estadi Nacional, Andorra la Vella Toeschouwers: 812 Scheidsrechter: Mohammed Al-Hakim (SWE) Video-assistent: Jarred Gillett (ENG) |
| 10 september UEFA Nations League Groep D2 № 448 «onderlinge duels» 20:45 uur (UTC+2) |         | 45' Ryan Camenzuli |       | Estadi Nacional, Andorra la Vella Toeschouwers: 812 Scheidsrechter: Mohammed Al-Hakim (SWE) Video-assistent: Jarred Gillett (ENG) |

|                                                |       |             |              |                                                                  |
| 10 oktober Vriendschappelijk 19:00 uur (UTC+2) | Malta | Geannuleerd | Turkmenistan | Ta' Qalistadion, Ta' Qali Scheidsrechter: Michele Beltrano (SMR) |
| 10 oktober Vriendschappelijk 19:00 uur (UTC+2) |       |             |              | Ta' Qalistadion, Ta' Qali Scheidsrechter: Michele Beltrano (SMR) |

|                                                                                    |                        |       |          | |
| 13 oktober UEFA Nations League Groep D2 № 449 «onderlinge duels» 18:00 uur (UTC+2) | Malta                  | 1 – 0 | Moldavië | Ta' Qalistadion, Ta' Qali Toeschouwers: 5.754 Scheidsrechter: John Brooks (ENG) Video-assistent: Michael Salisbury (ENG) |
| 13 oktober UEFA Nations League Groep D2 № 449 «onderlinge duels» 18:00 uur (UTC+2) | Teddy Teuma 87' (pen.) |       |          | Ta' Qalistadion, Ta' Qali Toeschouwers: 5.754 Scheidsrechter: John Brooks (ENG) Video-assistent: Michael Salisbury (ENG) |

|                                                                          |                                                  |       |               |                                                                                     |
| 14 november Vriendschappelijk № 450 «onderlinge duels» 19:00 uur (UTC+1) | Malta                                            | 2 – 0 | Liechtenstein | Ta' Qalistadion, Ta' Qali Toeschouwers: 1.500 Scheidsrechter: Gustavo Correia (POR) |
| 14 november Vriendschappelijk № 450 «onderlinge duels» 19:00 uur (UTC+1) | Jurgen Degabriele 51' Benjamin Büchel 54' (e.d.) |       |               | Ta' Qalistadion, Ta' Qali Toeschouwers: 1.500 Scheidsrechter: Gustavo Correia (POR) |

|                                                                                     |       |       |         | |
| 19 november UEFA Nations League Groep D2 № 451 «onderlinge duels» 20:45 uur (UTC+1) | Malta | 0 – 0 | Andorra | Ta' Qalistadion, Ta' Qali Toeschouwers: 3.142 Scheidsrechter: Luka Bilbija (BIH) Video-assistent: Robert Schröder (GER) |
| 19 november UEFA Nations League Groep D2 № 451 «onderlinge duels» 20:45 uur (UTC+1) |       |       |         | Ta' Qalistadion, Ta' Qali Toeschouwers: 3.142 Scheidsrechter: Luka Bilbija (BIH) Video-assistent: Robert Schröder (GER) |

### 2025
|                                                                             |       |                   |         | |
| 21 maart WK-kwalificatie Groep G № 452 «onderlinge duels» 20:45 uur (UTC+1) | Malta | 0 – 1             | Finland | Ta' Qalistadion, Ta' Qali Toeschouwers: 5.106 Scheidsrechter: Simone Sozza (ITA) Video-assistent: Gianluca Aureliano (ITA) |
| 21 maart WK-kwalificatie Groep G № 452 «onderlinge duels» 20:45 uur (UTC+1) |       | 38' Oliver Antman |         | Ta' Qalistadion, Ta' Qali Toeschouwers: 5.106 Scheidsrechter: Simone Sozza (ITA) Video-assistent: Gianluca Aureliano (ITA) |

|                                                                             |                                         |       |       | |
| 24 maart WK-kwalificatie Groep G № 453 «onderlinge duels» 20:45 uur (UTC+1) | Polen                                   | 2 – 0 | Malta | Nationaal Stadion, Warschau Toeschouwers: 45.872 Scheidsrechter: Morten Krogh (DEN) Video-assistent: Jakob Kehlet (DEN) |
| 24 maart WK-kwalificatie Groep G № 453 «onderlinge duels» 20:45 uur (UTC+1) | Karol Świderski 27' Karol Świderski 51' |       |       | Nationaal Stadion, Warschau Toeschouwers: 45.872 Scheidsrechter: Morten Krogh (DEN) Video-assistent: Jakob Kehlet (DEN) |

|                                                                           |       |       |          | |
| 7 juni WK-kwalificatie Groep G № 454 «onderlinge duels» 18:00 uur (UTC+2) | Malta | 0 – 0 | Litouwen | Ta' Qalistadion, Ta' Qali Toeschouwers: 2.785 Scheidsrechter: Marian Barbu (ROU) Video-assistent: Ovidiu Haţegan (ROU) |
| 7 juni WK-kwalificatie Groep G № 454 «onderlinge duels» 18:00 uur (UTC+2) |       |       |          | Ta' Qalistadion, Ta' Qali Toeschouwers: 2.785 Scheidsrechter: Marian Barbu (ROU) Video-assistent: Ovidiu Haţegan (ROU) |

|                                                                            | |       |       | |
| 10 juni WK-kwalificatie Groep G № 455 «onderlinge duels» 20:45 uur (UTC+2) | Nederland | 8 – 0 | Malta | Euroborg, Groningen Toeschouwers: 21.006 Scheidsrechter: Ricardo de Burgos Bengoetxea (ESP) Video-assistent: Guillermo Cuadra Fernández (ESP) |
| 10 juni WK-kwalificatie Groep G № 455 «onderlinge duels» 20:45 uur (UTC+2) | Memphis Depay 9' (pen.) Memphis Depay 16' Virgil van Dijk 20' Xavi Simons 61' Donyell Malen 74' Noa Lang 78' Donyell Malen 80' Micky van de Ven 90+2' |       |       | Euroborg, Groningen Toeschouwers: 21.006 Scheidsrechter: Ricardo de Burgos Bengoetxea (ESP) Video-assistent: Guillermo Cuadra Fernández (ESP) |

|                                                                                |          |   |       |                                                                                     |
| 4 september WK-kwalificatie Groep G № 456 «onderlinge duels» 21:45 uur (UTC+3) | Litouwen | – | Malta | S. Dariaus- en S. Girėnostadion, Kaunas Toeschouwers: n.n.b. Scheidsrechter: n.n.b. |
| 4 september WK-kwalificatie Groep G № 456 «onderlinge duels» 21:45 uur (UTC+3) |          |   |       | S. Dariaus- en S. Girėnostadion, Kaunas Toeschouwers: n.n.b. Scheidsrechter: n.n.b. |

|                                                                              |       |   |           |                                                                       |
| 9 oktober WK-kwalificatie Groep G № 457 «onderlinge duels» 20:45 uur (UTC+2) | Malta | – | Nederland | Ta' Qalistadion, Ta' Qali Toeschouwers: n.n.b. Scheidsrechter: n.n.b. |
| 9 oktober WK-kwalificatie Groep G № 457 «onderlinge duels» 20:45 uur (UTC+2) |       |   |           | Ta' Qalistadion, Ta' Qali Toeschouwers: n.n.b. Scheidsrechter: n.n.b. |

|                                                                      |       |   |                       |                                                                       |
| 12 oktober Vriendschappelijk № 458 «onderlinge duels» n.n.b. (UTC+2) | Malta | – | Bosnië en Herzegovina | Ta' Qalistadion, Ta' Qali Toeschouwers: n.n.b. Scheidsrechter: n.n.b. |
| 12 oktober Vriendschappelijk № 458 «onderlinge duels» n.n.b. (UTC+2) |       |   |                       | Ta' Qalistadion, Ta' Qali Toeschouwers: n.n.b. Scheidsrechter: n.n.b. |

|                                                                                |         |   |       |                                                                         |
| 14 november WK-kwalificatie Groep G № 459 «onderlinge duels» 19:00 uur (UTC+2) | Finland | – | Malta | Olympisch Stadion, Helsinki Toeschouwers: n.n.b. Scheidsrechter: n.n.b. |
| 14 november WK-kwalificatie Groep G № 459 «onderlinge duels» 19:00 uur (UTC+2) |         |   |       | Olympisch Stadion, Helsinki Toeschouwers: n.n.b. Scheidsrechter: n.n.b. |

|                                                                                |       |   |       |                                                    |
| 17 november WK-kwalificatie Groep G № 460 «onderlinge duels» 20:45 uur (UTC+1) | Malta | – | Polen | n.n.b. Toeschouwers: n.n.b. Scheidsrechter: n.n.b. |
| 17 november WK-kwalificatie Groep G № 460 «onderlinge duels» 20:45 uur (UTC+1) |       |   |       | n.n.b. Toeschouwers: n.n.b. Scheidsrechter: n.n.b. |

### 2026
|                                                                                   |       |   |           |                                                    |
| 26 maart UEFA Nations League Play-outs № 461 «onderlinge duels» 18:00 uur (UTC+1) | Malta | – | Luxemburg | n.n.b. Toeschouwers: n.n.b. Scheidsrechter: n.n.b. |
| 26 maart UEFA Nations League Play-outs № 461 «onderlinge duels» 18:00 uur (UTC+1) |       |   |           | n.n.b. Toeschouwers: n.n.b. Scheidsrechter: n.n.b. |

|                                                                                   |           |   |       |                                                    |
| 31 maart UEFA Nations League Play-outs № 462 «onderlinge duels» 18:00 uur (UTC+1) | Luxemburg | – | Malta | n.n.b. Toeschouwers: n.n.b. Scheidsrechter: n.n.b. |
| 31 maart UEFA Nations League Play-outs № 462 «onderlinge duels» 18:00 uur (UTC+1) |           |   |       | n.n.b. Toeschouwers: n.n.b. Scheidsrechter: n.n.b. |

Malta Football Association · A-internationals · Bondscoaches · Statistieken · Maltees vrouwenelftal · Malta U21 · Malta U20 · Malta U19 · Malta U18 · Malta U17 · Malta U16
1957 – 1959 ·
1960 – 1969 ·
1970 – 1979 ·
1980 – 1989 ·
1990 – 1999 ·
2000 – 2009 ·
2010 – 2019 ·
2020 − 2029
1957 · 
1958 · 
1959 · 
1960 · 
1961 · 
1962 · 
1963 · 
1964 · 
1965 · 
1966 · 
1967 · 1968 · 
1969 · 
1970 · 
1971 · 
1972 · 
1973 · 
1974 · 
1975 · 
1976 · 
1977 · 
1978 · 
1979 · 
1980 · 
1981 · 
1982 · 
1983 · 
1984 · 
1985 · 
1986 · 
1987 · 
1988 · 
1989 · 
1990 ·
1991 · 
1992 · 
1993 · 
1994 · 
1995 · 
1996 · 
1997 · 
1998 · 
1999 · 
2000 · 
2001 · 
2002 · 
2003 · 
2004 · 
2005 · 
2006 · 
2007 · 
2008 · 
2009 · 
2010 · 
2011 · 
2012 · 
2013 · 
2014 · 
2015 · 
2016 ·
2017 ·
2018 ·
2019 ·
2020 ·
2021 ·
2022
Albanië ·
Algerije ·
Andorra ·
Angola ·
Armenië ·
Azerbeidzjan ·
België ·
Bosnië en Herzegovina · 
Bulgarije ·
Canada ·
Centraal-Afrikaanse Republiek ·
Cyprus ·
DDR ·
Denemarken ·
Duitsland ·
Egypte ·
Engeland ·
Estland ·
Faeröer ·
Finland ·
Frankrijk ·
Gabon ·
Georgië ·
Gibraltar · 
Griekenland ·
Hongarije ·
Ierland ·
IJsland ·
Indonesië ·
Israël ·
Italië ·
Japan ·
Joegoslavië ·
Jordanië ·
Kaapverdië ·
Kazachstan ·
Koeweit ·
Kosovo ·
Kroatië ·
Letland ·
Libanon ·
Libië ·
Liechtenstein ·
Litouwen ·
Luxemburg ·
Moldavië ·
Nederland ·
Noord-Ierland ·
Noord-Macedonië ·
Noorwegen ·
Oekraïne ·
Oostenrijk ·
Polen ·
Portugal ·
Qatar ·
Roemenië ·
Rusland ·
San Marino ·
Schotland ·
Slovenië ·
Slowakije ·
Spanje ·
Thailand ·
Tsjechië ·
Tsjecho-Slowakije ·
Tunesië · 
Turkije · 
Venezuela · 
Verenigde Arabische Emiraten ·
Verenigde Staten ·
Wales ·
Wit-Rusland ·
Zuid-Afrika ·
Zuid-Korea ·
Zweden ·
Zwitserland
CONMEBOL: Argentinië · Bolivia · Brazilië · Chili · Colombia · Ecuador · Paraguay · Peru · Uruguay · Venezuela

UEFA: Albanië · Andorra · Armenië · Azerbeidzjan · België · Bosnië en Herzegovina · Bulgarije · Cyprus · Denemarken · Duitsland · Engeland · Estland · Faeröer · Finland · Frankrijk · Georgië · Gibraltar · Griekenland · Hongarije · IJsland · Ierland · Israël · Italië · Kazachstan · Kosovo · Kroatië · Letland · Liechtenstein · Litouwen · Luxemburg · Malta · Moldavië · Montenegro · Nederland · Noord-Ierland · Noord-Macedonië · Noorwegen · Oekraïne · Oostenrijk · Polen · Portugal · Roemenië · Rusland · San Marino · Schotland · Servië · Slovenië · Slowakije · Spanje · Tsjechië · Turkije · Wales · Wit-Rusland · Zweden · Zwitserland

AFC: Australië · China · Irak · Iran · Japan · Libanon · Oezbekistan · Oman · Qatar · Saoedi-Arabië · Syrië · Verenigde Arabische Emiraten · Vietnam · Zuid-Korea

CAF: Algerije · Burkina Faso · Congo-Kinshasa · Egypte · Ghana · Ivoorkust · Kaapverdië · Kameroen · Mali · Marokko · Nigeria · Senegal · Tunesië · Zuid-Afrika

CONCACAF: Canada · Costa Rica · Curaçao · El Salvador · Honduras · Jamaica · Mexico · Panama · Suriname · Verenigde Staten

OFC: Nieuw-Zeeland